# 前田亜季
前田 亜季（まえだ あき、1985年7月11日 - ）は、日本の女優。
東京都出身。アルファエージェンシー所属。法政大学国際文化学部卒業。6代目中村勘九郎は義兄（姉婿）である。
実姉である前田愛と共に、子役時代に「チャイドル」と呼ばれていた。主な出演作品として、NHK教育『天才てれびくん』てれび戦士（1996年度 - 1997年度）、映画『バトル・ロワイアル』（2000年） などがある。

## 経歴
1992年、ハンバーガーショップで母と食事中にスカウトされ、芸能活動を始める。同年、タカラミューのテレビコマーシャルでデビュー。1993年、マクドナルドのCMで前田愛との姉妹初共演。1994年、『あっぱれさんま大先生』に、前田愛の家族としてテレビ番組初出演。同年にドラマ『ハートにS 第1夜第2話 シンデレラの王冠』に「愛」役で出演して、ドラマデビュー。
1995年、『天才てれびくん』にレギュラー出演（『T.T.K.DRAMA SPECIAL 悪夢の王』ユキコ役→1996年度 - 1997年度「てれび戦士」）。1996年、映画『学校の怪談2』でヒロインを務め、翌1997年の『学校の怪談3』でもヒロインを務めた。1998年、姉とデュエットした『Don't Cry』（テレビアニメ『銀河漂流バイファム13』エンディングテーマ）で歌手デビュー。同年の『学校の怪談G 食鬼』でテレビドラマ初主演。
1999年、『しおり伝説〜スター誕生〜』で昼ドラマ初主演。同年に劇中歌『ごめんね』でソロ歌手デビュー。2000年、アニメ映画『風を見た少年』に声優として初出演。同年公開の映画『バトル・ロワイアル』に出演、同作品で第24回日本アカデミー賞新人俳優賞を受賞する。2001年、アニメ『Cosmic Baton Girl コメットさん☆』でテレビアニメの声優として初主演して、3代目コメットさんを務める。
2004年、桜美林高等学校を卒業、法政大学国際文化学部に入学。2005年、大学のカリキュラムの一環として、アメリカ・ボストンに留学。同年からTBS『狩矢警部シリーズ』（狩矢和美役）に出演。2006年、『孕み HARAMI 白い恐怖』で映画初主演。同年は映画『最終兵器彼女』でも主演を務めた。大学在学中は、女優業を続けながら、基本的には学業優先というスタンスであったという。
2008年、法政大学国際文化学部国際文化学科卒業。
2012年、グランパパプロダクションよりアルファエージェンシーへ移籍。2013年、NHKの連続テレビ小説『ごちそうさん』で、主人公の友人・堀之端（室井）桜子役を務める。2015年の単発テレビドラマ『農業女子はらぺ娘』（NHK BSプレミアム）で、自身にとって5年ぶりの主演を務めた。2017年のブルガリのWeb CMで、17年ぶりの姉妹共演を果たす。

## 活動・人物
名前の由来は、誰とでも仲良く人を立てることができる、（日本の四季の様に）穏やかな子に育つようにと三重在住の祖母が付けてくれたという。二女という意味もあるとのことである。
映画『バトル・ロワイアル』（2000年）でヒロイン（中川典子役）を務めたが、監督を務めた深作欣二との出会いが、その後の女優活動に大きな影響を与えたことを2013年に述べている。

## 作品

### シングル
- ごめんね（作詞:増田千鶴・丹羽しげお 作曲:長谷川雅大 編曲:中村幸代）
  - 1999年3月5日 キングレコードより発売。ドラマ『しおり伝説〜スター誕生〜』の劇中歌。
  - C/W:内緒の気持ち（作詞:大森祥子 作編曲：渡辺未来）
- だいじょうぶ（作詞:森浩美 作曲:真友 編曲:重実徹）
  - 2000年4月19日 スターチャイルドより発売。 テレビアニメ『BOYS BE…』の主題歌。
  - C/W:みんながいいね（作詞:森浩美 作曲:渡辺未来 編曲:吉俣良）
- 元気のシャワー（作詞:松本隆 作曲:植野慶子 編曲:佐藤準）
  - 2000年7月5日 スターチャイルドより発売。テレビアニメ『遊戯王デュエルモンスターズ』の初代エンディングテーマ。
  - C/W:Hello Smile（作詞:坂田和子 作曲:清岡千穂 編曲:佐藤準）

- Don't Cry（作詞:松本隆 作曲:宇佐元恭一 編曲:荻田光雄）
  - 前田愛・前田亜季名義で1998年4月25日 WEAジャパンより発売。『銀河漂流バイファム13』エンディングテーマ。

### アルバム
- winter tales（1999年11月26日 キングレコード） -  クリスマスをテーマにしたミニアルバム。
- 前田亜季パーフェクト・ベスト（2011年6月8日発売 キングレコード） - シングル・アルバム全曲を収録したベストアルバム。

### ビデオ・DVD
- [fragile] aki maeda first vision（2000年3月3日、キングレコード）  - 『ごめんね』『内緒の気持ち』のプロモーションビデオとメイキングビデオを収録したビデオクリップ集。
- バトル・ロワイアル外伝（2000年） -  映画『バトル・ロワイアル』のメイキングビデオ。
- バトル・ロワイアルII 特別編 REVENGE（2005年2月21日、ディレクターズカット版の DVD 作品）
- Aki Function（2001年） - ドラマ『女学生の友』のメイキング映像他。
- マッテイル、ジカン（2002年） - 完全オリジナルイメージビデオ。
- 角川ホラービデオ館 大どんでん返しのからくり絵巻 十代最後の日（2003年5月21日）
- AKI DEPARTURE（2004年）
- 渋谷怪談 サッちゃんの都市伝説 デラックス版「サッちゃんメール」（2005年）
- DREAMS COME TRUE「今日だけは」（2006年） - 姉妹共演
- メイキング・オプ 最終兵器彼女（2006年） - 映画『最終兵器彼女』のメイキングビデオ。

## 出演
役名の太字は主演作品。

### 映画
- トイレの花子さん（1995年7月1日、松竹）[注 1]
- ガメラシリーズ（大映）
  - ガメラ2 レギオン襲来（1996年7月13日） - 萌 役
  - ガメラ3 邪神覚醒（1999年3月6日） - 比良坂綾奈（幼少期） 役
- 学校の怪談シリーズ（東宝）
  - 学校の怪談2（1996年7月20日） - 今井なな子 役
  - 学校の怪談3（1997年7月19日） - 藤井繭子 役
- プライド・運命の瞬間（1998年5月23日、東映） - 東條君枝 役
- ベルエポック（1998年9月26日、東宝）
- バトル・ロワイアル（2000年12月6日、東映） - 中川典子 役
  - バトル・ロワイアル 特別篇（2001年4月7日）
  - バトル・ロワイアルII 鎮魂歌（2003年7月5日）
  - バトル・ロワイアル3D（2010年11月20日）
- 女学生の友（2001年7月14日、BS-i / 東宝 / オフィス シロウズ） - 恩田未菜 役
- 千年の恋 ひかる源氏物語（2001年12月15日、東映） - 賢子 役
- ゴジラ・モスラ・キングギドラ 大怪獣総攻撃（2001年12月15日、東宝） - モスラを見上げる姉妹 役[1]
- この世の外へ クラブ進駐軍（2004年2月7日、松竹） - 依田涼子 役
- リンダ リンダ リンダ（2005年7月18日、ビターズ・エンド） - 山田響子 役
- 孕み HARAMI 白い恐怖（2005年11月19日、ステップ・バイ・ステップ） - 主演・ゆい 役
- しあわせなら手をたたこう（2005年11月19日、エキスプレス / 日本出版販売） - 舞 役
- 最終兵器彼女（2006年1月28日、東映） - 主演・ちせ 役
- 水に棲む花（2006年5月27日、BLUE PLANET） - 主演・二階堂六花 役
- オーバーヒート 輝きの先に（2007年10月6日、シネマパラダイス） - アオイ 役
- 次郎長三国志（2008年9月20日、角川映画） - お千 役
- 銀色の雨（2009年11月28日、エスピーオー / マジックアワー） - 菊枝 役
- 魔法少女を忘れない（2011年4月23日、テレビ西日本 / SPOTTED PRODUCTIONS） - 秋村希美 役
- 閑古鳥が泣いてたら（2011年11月19日、I film） - 中村有紀 役
- 青木ヶ原（2013年1月12日、アークエンタテインメント） - 加納純子 役
- やがて水に帰る（2017年12月2日、桜美林大学映画専修共同研究） - 主演・雛子 役
- Motherhood（2019年6月8日） - 主演・坂口美彩 役
- 帰郷（2020年1月17日） - お秋 役
- 一度も撃ってません（2020年7月3日、キノフィルムズ） - 中道亜美 役[2]
- 茜色に焼かれる（2021年5月21日、フィルムランド / 朝日新聞社 / スターサンズ） - 幸子 役
- 川のながれに（2021年11月28日） - 森音葉 役
- フロントライン（2025年6月13日、ワーナー・ブラザース） - 真田絵美 役

### 劇場アニメ
- 風を見た少年（2000年7月22日、日立マクセル / ブエナ・ビスタ・インターナショナル） - マリア 役
- 猫の恩返し（2002年7月20日、東宝） - ユキ 役

### テレビドラマ
- ハートにS（フジテレビ）
  - 第1夜 第2話 「シンデレラの王冠」（1994年12月19日） - 愛 役
  - 第4夜 第3話 「ON AIR」（1994年12月22日）
- 天才てれびくん 「悪夢の王」（1995年4月7日 - 7月7日、NHK教育） - ユキコ 役
- 木曜の怪談（フジテレビ）
  - 怪奇倶楽部 小学生篇 第10話（1996年2月1日） - 桜井みちる 役
  - MMR未確認飛行物体 第16話（1996年9月12日） - サホ 役
- 恋、した。 第17話（1997年8月4日、テレビ東京） - ありみ 役
- WHO!? 第38・40話（1997年10月22日・24日、TBS） - 田村愛 役
- 火曜サスペンス劇場（日本テレビ）
  - 盲人探偵・松永礼太郎9（1997年11月4日） - 中村トモ子 役
  - 臨床心理士5（2002年1月22日） - 上原奈月 役
- ネプやり（1998年4月28日、フジテレビ）
- LOVE&PEACE 第6・12話（1998年5月23日・7月4日、日本テレビ） - 杉本舞 役
- ひとりぼっちの君に 第8話 - 第12話（1998年8月20日 - 9月17日、TBS） - 藤木麻衣 役
- 学校の怪談G 「食鬼」（1998年9月27日、関西テレビ） - 主演・水谷歩美 役
- 新部長刑事アーバンポリス24 第371話（1998年10月17日、朝日放送） - 杉本昌江 役
- はみだし刑事情熱系 PARTIII 第4話（1998年10月28日、テレビ朝日） - 安藤真弓 役
- BOYS BE…Jr. 第8話（1998年11月22日、日本テレビ） - 飯田さとみ 役
- しおり伝説〜スター誕生〜（1999年2月1日 - 3月29日、CBC） - 主演・大原詩織 役
- 熱血恋愛道 第13話（1999年4月4日、日本テレビ） - かなえ 役
- 暴れん坊将軍IX 第17話（1999年4月15日、テレビ朝日） - おさき 役
- っポイ!（1999年5月9日 - 6月27日、日本テレビ） - 一ノ瀬雛姫 役
- 痛快!三匹のご隠居 第3話（1999年11月4日、テレビ朝日） - お雪 役
- モナリザの微笑 第4話（2000年2月2日、フジテレビ） - 元宮真紀 役
- 小さな駅で降りる（2000年4月12日、テレビ東京） - 里見奈々江 役
- 大河ドラマ（NHK）
  - 葵 徳川三代 第18・21話（2000年5月7日・28日） - 完姫 役
  - 風林火山 第35話 - 最終話（2007年9月2日 - 12月16日、NHK） - リツ 役
- スタイル! 第5話（2000年11月9日、テレビ朝日） - 倉田早紀 役
- 土曜ワイド劇場（テレビ朝日）
  - 森村誠一の棟居刑事5（2000年11月18日） - 重光ゆかり 役
  - 西村京太郎サスペンス 鉄道捜査官10（2009年5月30日） - 新井はるみ 役
  - 再捜査刑事・片岡悠介7（2015年1月31日） - 藤井未紗 役
  - 広域警察6（2015年6月27日、朝日放送） - 小森麻美 役
- 土曜プライム・土曜ワイド劇場（テレビ朝日）
  - 事件17（2016年6月4日） - 鈴村成美 役
- 僕はあした十八になる（2001年11月23日、NHK） - 石井幹 役
- こちら第三社会部 第8話（2001年11月26日、TBS） - 平沢深雪 役
- Teacups〜湘南初恋物語〜 Episode 1 「初恋」（2001年12月29日、テレビ東京） - 永澤ほのか 役
- 茂七の事件簿 新ふしぎ草紙 第10話（2002年9月20日、NHK） - お駒 役
- 結婚泥棒（2002年9月23日 - 10月28日、NHK） - 辻川里美 役
- 刑事☆イチロー（2003年1月15日 - 3月12日、TBS） - 別府陽子 役
- ノースポイント「つばさ」（2003年1月26日、北海道文化放送） - 主演・瀬藤香織 役
- メッセージ〜言葉が裏切っていく〜 第5話（2003年2月10日、読売テレビ） - 水島千歳 役
- 安楽椅子探偵と笛吹家の一族（2003年6月13日 - 20日、朝日放送） - 主演・相楽美音 役（伊藤淳史とダブル主演）
- 恋する日曜日 ファーストシリーズ 第25話（2003年9月21日、BS-i） - 主演・美穂 役
- 夜桜お染 第6話（2003年12月2日、フジテレビ） - おみの 役
- ほんとにあった怖い話 「姿なき従業員」（2004年2月28日、フジテレビ） - 主演・'間宮智' 役
- はぐれ刑事純情派 PART17 第1話 - 第2話（2004年7月7日 - 14日、テレビ朝日） - 本多祐子 役
- 春のほたる（2004年10月10日、NHK） - 松本紗江子 役
- 忠臣蔵（2004年10月18日 - 12月13日、テレビ朝日） - 小浪 役
- 樋口一葉物語（2004年11月1日、TBS） - 樋口くに子 役
- 悲しみを勇気にかえて 第4話（2005年1月14日、MBS） - 廣瀬めぐみ 役
- 渋谷怪談 サッちゃんの都市伝説 第1話（2005年8月5日、WOWOW） - ナナ 役
- 月曜ミステリー劇場（ - 2005年） 月曜ゴールデン （2006年 - 2015年）  狩矢警部シリーズ（TBS） - 狩矢和美 役
  - 「京都華道家元殺人事件」（2005年10月24日）
  - 「京都弓道殺人事件」（2006年5月1日）
  - 「京舞妓VS狩矢警部〜乱れ傘の舞殺人事件」（2006年12月25日）
  - 「京都茶道三姉妹殺人事件」（2007年7月9日）
  - 「京都阿修羅王殺人事件」（2008年4月14日）
  - 「京舞妓殺人事件」（2009年1月26日）
  - 「燃えた花嫁」（2009年2月2日）
  - 「小野小町殺人事件」（2009年11月2日）
  - 「京都西大路通り殺人事件」（2010年5月17日）
  - 「坂本龍馬殺人事件」（2010年11月15日）
  - 「千利休 謎の殺人事件」（2011年7月14日）
  - 「京都舞踊襲名殺人事件」（2012年3月19日）
  - 「京都香道伝説殺人事件」（2012年11月19日）
  - 「京都人形浄瑠璃殺人事件」（2014年3月3日）
  - 「京都ベリーダンス殺人事件」（2014年12月22日）
  - 「京都タペストリー殺人事件」（2015年12月7日）
- きみの知らないところで世界は動く（2005年11月28日、NHK松山） - 杉浦カヲル 役
- 光抱く友よ（2006年2月12日、東海テレビ） - 主演・相馬涼子 役
- 慶次郎縁側日記3 第7話（2006年11月30日、NHK） - おちせ 役
- 新はんなり菊太郎〜京・公事宿事件帳〜 第2話（2007年1月18日、NHK） - お鈴 役
- 水曜ミステリー9（テレビ東京）
  - 芸者小春姐さん奮闘記4（2007年5月16日） - 千草 役
  - 忘却の調べ〜オブリビオン〜（2007年5月30日） - 水沢梓 役
  - 捜査検事 近松茂道11（2012年2月15日） - 小宮山早苗 役
- 喰いタン2 第8話（2007年6月2日、日本テレビ） - 木村和美 役
- 女刑事みずき 京都洛西署物語2 第4話（2007年7月26日、テレビ朝日） - 西久保舞 役
- 相棒（テレビ朝日）
  - season6 第6話「この胸の高鳴りを」(2007年11月28日) - 笠井夏生 役
  - season19 第18話「選ばれし者」(2021年3月3日) - 久保塚雅美 役
- 4姉妹探偵団 第2話（2008年1月25日、朝日放送 / テレビ朝日） - 白鳥早苗 役
- 幻十郎必殺剣 最終話（2008年3月14日、テレビ東京） - お美乃 役
- ホームタウン 朴英美のまち（2008年3月31日、関西テレビ） - 主演・朴英美 役
- ゴンゾウ 伝説の刑事（2008年7月2日 - 9月10日、テレビ朝日） - 天野もなみ 役
- 万葉ラブストーリー 夏 第1話（2008年10月18日、NHK奈良） - 主演・山田舞 役
  - 万葉ラブストーリーベストコレクション（2010年9月23日）
- 最後の戦犯（2008年11月29日、NHK名古屋） - 吉村安子 役
- 結党!老人党（2009年8月9日、WOWOW） - レポーター 役
- 傍聴マニア09 COURT-05（2009年11月19日、読売テレビ） - 芹沢夕実 役
- 25分 私が初めて創ったドラマ 「恐竜とおじいちゃん」（2009年12月23日、NHK-BShi） - さおり 役
- 母（かか）さんへ（2010年2月11日、NHK福岡） - 主演・火野ひかり 役
- NTTdocomo presents 未来からの訪問者（2010年3月12日、日本テレビ） - 彼方真里 役
- 金曜プレステージ 浅見光彦シリーズ 「長崎殺人事件」（2010年4月30日 、フジテレビ） - 松波春香 役
- 必殺仕事人2010（2010年7月10日、朝日放送 / テレビ朝日） - お咲 役
- 被爆した女たちは生きた〜長崎県女、クラスメイト達の65年〜（2010年8月9日、NHK-BShi） - 主演・安日（毎熊）涼子 役
- 京都地検の女（テレビ朝日）
  - 第6シリーズ 第8話（2010年12月2日） - 栗原由貴 役
  - 第9シリーズ（2013年7月18日 - 9月5日） - 成増友子 役
- 新選組血風録（2011年4月3日 - 6月19日、NHK BSプレミアム） - お美代 役
- ハンチョウ〜神南署安積班〜 シリーズ4 第2話（2011年4月18日、TBS） - 柴田奈美 役
- 遺留捜査（テレビ朝日）
  - 第1シリーズ  第7話（2011年5月25日） - 坂上郁美 役
  - 第7シリーズ  第4話（2022年8月4日） - 富池琴音 役
- 四つ葉神社ウラ稼業 失恋保険〜告らせ屋〜 第11話（2011年6月16日、読売テレビ） - 川路恵里奈 役
- 絶対零度〜特殊犯罪潜入捜査〜 Case1 - 2（2011年7月12日 - 19日、フジテレビ） - 藤井香織 役
- 火車（2011年11月5日、テレビ朝日） - 木村こずえ 役
- 深夜食堂2 第9話（2011年12月13日、MBS） - ノリ子 役
- カウンターのふたり 第6回 「雨やどりの午後」（2012年7月7日、TwellV） - 山川詩子 役
- 赤川次郎原作 毒<ポイズン> 第1話（2012年10月4日、読売テレビ） - 大津真由美 役
- 捜査地図の女 第1話（2012年10月18日、テレビ朝日） - 栗塚エミ 役
- 白虎隊〜敗れざる者たち（2013年1月2日、テレビ東京） - 西郷由布子 役
- ラストホープ（2013年1月15日 - 3月26日、フジテレビ） - 宇田朋子 役
- 真夜中のパン屋さん（2013年4月28日 - 6月16日、NHK BSプレミアム） - 水野織絵 役
- 二十四の瞳（2013年8月4日、テレビ朝日） - 西口ミサ子 役
- 連続テレビ小説 ごちそうさん（2013年10月7日 - 2014年3月29日、NHK） - 堀之端（室井）桜子 役
  - ごちそうさんっていわしたい!（2014年4月19日、NHK BSプレミアム）
  - 朝ドラ同窓会ごちそうさん（2016年9月24日、NHK BSプレミアム）
- ドラマ10 (NHK総合)
  - サイレント・プア 第7話（2014年5月20日） - 笹野みき 役
  - コピーフェイス〜消された私〜（2016年11月18日 - 12月23日） - 森山ちひろ 役
  - 女子的生活 第3話（2018年1月19日） - 柳原美穂 役
  - 半径5メートル 第1話 (2021年4月30日) - 寺本友里 役
  - しあわせは食べて寝て待て 第3話 (2025年4月15日) - 小川郁美 役
- 花咲舞が黙ってない 第6話（2014年5月21日、日本テレビ） - 川島奈津子 役
- 保育探偵25時〜花咲慎一郎は眠れない!!〜 第2・4話（2015年1月23日・2月6日、テレビ東京） - 清水マミ 役
- 太鼓持ちの達人〜正しい××のほめ方〜 第10話（2015年3月16日、テレビ東京） - 新津間紗和 役
- モザイク－カナダ－（2015年7月1日 - 2017年7月1日、イマジカBS） - 梶川陽子 役
- 金曜プレミアム 名探偵 神津恭介2「呪縛の家」（2015年7月10日 、フジテレビ） - 倉橋土岐子 役
- 癒し屋キリコの約束（2015年8月3日 - 9月25日、東海テレビ・フジテレビ） - 柿崎照美 役
- エンジェルハート 第5話（2015年11月8日、日本テレビ） - 白蘭 役
- 農業女子はらぺ娘（2015年12月16日、NHK BSプレミアム） - 主演・広瀬菜摘 役
- 連続ドラマW 荒地の恋（2016年1月9日 - 2月6日、WOWOW） - 本庄梢 役
- BSジャパン開局15周年特別企画ドラマスペシャル 青春の名曲ストーリー「神田川」（2016年3月12日、BSジャパン） - 森川すみれ／塔子 役
- 連続ドラマW カッコウの卵は誰のもの（2016年3月27日 - 5月1日、WOWOW） - 緋田智代
- OUR HOUSE 第4話（2016年5月8日、フジテレビ） - 仁科栞 役
- 立花登青春手控え 第3回（2016年5月27日、NHK BSプレミアム） - おしの 役
- 鬼平外伝 最終章 四度目の女房（2016年10月9日、BSスカパー） - おりつ 役
- メディカルチーム レディ・ダ・ヴィンチの診断 第5話（2016年11月8日、関西テレビ） - 奥山由美子 役
- 嫌われる勇気 第4話（2017年2月2日、フジテレビ） - 狸穴さゆり 役
- 月曜名作劇場 魔性の群像 刑事･森崎慎平シリーズ（TBS） - 仙道綾 役
  - 4（2017年3月13日）
  - 5（2019年1月28日）
- 犯罪症候群 Season1 第6話 - 最終話（2017年5月13日 - 5月27日、東海テレビ） - 高梨美和 役
- 日曜ワイド 内閣情報調査室 特命調査官・ハト（2017年12月10日、テレビ朝日） - 朝宮圭 役
- ドラマスペシャル 松本清張「鬼畜」（2017年12月24日、テレビ朝日） - 中丸刑事 役
- 荒神（2018年2月17日、NHK BSプレミアム） - 音羽 役
- CHIEF〜警視庁IR分析室〜（2018年4月15日、テレビ朝日） - 中谷明日香 役
- 噂の女 第5話 - 第6話（2018年5月19日 - 26日、BSジャパン） - 平塚博美 役
- そろばん侍 風の市兵衛 第7話 - 最終話（2018年7月7日 - 21日、NHK） - 美早 役
- 黒書院の六兵衛（2018年7月22日 - 、WOWOW） - 天璋院（篤姫） 役
- グッド・ドクター 第3話（2018年7月26日、フジテレビ） - 市川詩織 役
- 乱反射（2018年9月22日、テレビ朝日） - 足達泰代 役
- あなたには渡さない 第6話 - 最終話（2018年12月15日 - 22日、テレビ朝日） - 小松安代 役
- 8Kスペシャルドラマ「浮世の画家」（2019年3月24日、NHKBS8K） - 小野紀子 役
- 死役所 第8話（2019年12月5日、テレビ東京） - 小野田瞳 役
- 70才、初めて産みますセブンティウイザン。 第5話（2020年5月3日、NHK BSプレミアム/NHK BS4K） - 大野恵 役
- 今だから、新作ドラマ作ってみました 第1夜「心はホノルル、彼にはピーナツバター」（2020年5月4日、NHK総合） - ヒロイン・森本千明 役[3][4][5][6][7]
- 日曜プライム おかしな刑事23（2020年7月19日、テレビ朝日） - 皆月純子 役
- テレビ朝日開局60周年記念ドラマスペシャル「逃亡者」（2020年12月6日、テレビ朝日） - 菅野小百合 役
- 月曜プレミア8（テレビ東京）
  - 船橋署刑事課・香山亮介シリーズ - 香山朱美 役
    - 冤罪犯（2021年8月30日）
    - 黙秘犯（2022年8月8日）
- 家電侍（BS松竹東急） - 静江／伊藤美沙 役
  - season1（2022年4月2日 - 6月25日）
  - SP（2023年1月4日）
- OUR STORIES～120秒の物語～ 第15話「カテイサイエン」（2022年8月18日、関西テレビ） - 前園恵美 役
- 競争の番人 第8話 - 第10話（2022年8月29日 - 9月12日、フジテレビ） - 小津環 役
- 5つの歌詩 第5話「スピリラ」（2022年10月8日、スターチャンネル）  - 遠山真理恵 役
- 日曜劇場（TBS）
  - Get Ready! 第7話（2023年2月19日）  - 林真利奈 役
  - キャスター 第5話（2025年5月11日） - 深川光恵 役[8]
- おもかげ（2023年3月27日、NHK BS4K）  - 大野茜 役
- もう一度パパと呼ばれる日（2023年6月7日 - 28日、フジテレビ） - 三倉美沙子 役[9]
- 拝啓、奇妙なお隣さま（2023年7月16日、テレビ朝日） - 山村聡子 役[10]
- 晩酌の流儀2 第8話「タイ料理」（2023年8月25日、テレビ東京） - 聡子 役[11]
- デフ・ヴォイス 法廷の手話通訳士（2023年12月16日・23日、NHK）  - 松山千恵美 役
- PICU 小児集中治療室 スペシャル2024（2024年4月13日、フジテレビ）  - 佐藤美春 役
- 科捜研の女 Season24 第6話（2024年8月14日、テレビ朝日） - 猪俣明日香 役
- まぐだら屋のマリア（2025年3月29日、NHK BSプレミアム4K）  - 与羽杏奈 役[12]

### 舞台
- グッバイガール（1998年） - ルーシー 役
- ペーパームーン（1999年） - アディ 役
- 第56回 猿若会（1999年） - 日本舞踊、前田愛と姉妹共演。
- パーランマウム オンリーワンスライヴ（2005年）
- 私はだれでしょう（2007年） - 脇村圭子 役
- まほろば（2008年 / 2012年） - 藤木ユリア 役
- 幸せ最高ありがとうマジで!（2008年） - 曽根紗登子 役
- きらめく星座（2009年） - 小笠原みさを
- ロックンロール（2010年） - エレナ / アリス 役
- デンキ島〜松田リカ編〜（2011年） - 主演・松田リカ 役
- フォレスト・ガンプ（2014年） - ジェニー・カラン 役
- 正しい教室（2015年） - 小西蘭 役
- アドルフに告ぐ（2015年） - エリザ・ゲルトハイマー 役
- だいこん役者（2016年） - 百合絵 役
- 円生と志ん生（2017年）
- TERROR テロ（2018年） - フランツィスカ・マイザー 役
- オセロー（2018年） - エミーリア 役
- プラトーノフ（2019年） - サーシャ 役
- ブラッケン・ムーア（2019年） - アイリーン・ハナウェイ 役
- 燦々（2020年） - 主演・お栄 役
- 朗読劇「ラヴ・レターズ」30th Anniversary Special（2020年） - メリッサ 役[13]
- Op.110 べートーヴェン「不滅の恋人」への手紙（2020年）
- パークビューライフ（2021年）[14][15] - 上賀望 役
- 森 フォレ（2021年） - ジャンヌ / サラ・コーエン 役
- こまつ座 第139回公演「雨」（2021年） - 花虫 / 町人 役
- 野鴨-Vildanden-（2022年） - ギーナ・エクダル 役[16]
- DREAMS COME TRUE 5つの歌詩 SUPER LIVE 2022（2022年） - 遠山真理恵 役
- デカローグ1〜4（2024年） - ドロタ 役
- 白衛軍 The White Guard（2024年） - エレーナ 役[17]

### ネット配信 / ラジオ
- KADOKAWAシネマアンソロジー 十代最後の日（2003年6月4日、角川ホラービデオ館で上映） - 香子 役
- 渋谷怪談 サッちゃんの都市伝説（アンパサンド ブロードバンド・ジェネオン エンタテインメント）
2004年10月、インターネット経由で配信のオムニバスショートホラームービー。
2004年11月25日、Bitwayを通じて国内大手プロバイダー向けに配信する。
2004年12月1日、KDDI 光プラスTVで配信。
2005年1月、EZweb・ボーダフォンライブ向けの公式携帯サイトで提供開始。
- FMシアター （NHK-FM）
  - レインツリーの国（2007年6月9日、NHK大阪制作） - ひとみ 役[18]
  - 葡萄の秘密（2010年12月18日、NHK名古屋制作） - ミチル 役[19]
  - メロディ・フェア（2011年10月8日、NHK名古屋制作） - 主演・小宮山結乃 役[20]
  - 八時五分の男（2013年9月7日） - 主演・田所響子 役[21]
- 横浜サウンドクルーズ（2015年5月11日、NHK-FM横浜）
- 深夜食堂 -Tokyo Stories Season2-（2019年10月31日、Netflix） - ノリ子 役

### テレビアニメ
- Cosmic Baton Girl コメットさん☆（2001年4月1日 - 2002年1月27日、テレビ大阪） - 主演・コメット 役

### 吹き替え
- メントーズ・世界の偉人たちからのメッセージ（2005年4月7日 - 2005年7月7日、NHK教育） - ディー・サンプソン 役
- ひとりぼっちのセリク - 日本語のナレーションを担当。
1993製作、ノルウェー映画。
DVD（2006年7月21日発売、フルメディア）
- 続ひとりぼっちのセリク - 日本語のナレーションを担当。
1995製作、ノルウェー映画。
DVD（2006年8月25日発売、ジェネオン エンタテインメント）

### ドキュメンタリー
- 大きないちょうの木の下で 〜いちょう団地に生きる子どもたち〜（2009年7月15日、NHK） - ナレーション
- 『片足でいどむワールドカップ　〜アンプティサッカー・川合裕人46歳の挑戦〜』（2013年2月9日、NHK総合 津※三重県限定） - ナレーション
- ドキュメント20min 「カロムにかける！」（2014年8月18日、NHK総合） - ナレーション
- 地獄を描いた僧侶 〜源信 極楽往生のすすめ〜（2017年7月29日、NHK総合） - ナレーション

### CM
- タカラ、ミュー（1992年）
- 東伊豆町、東伊豆まち温泉郷（1993年）
- 郵政省（1993年 - 1994年）
- マクドナルド（1993年 - 1995年） - 姉妹共演
- ペイントハウス（1993年 - 1995年）
- カゴメ、トマトケチャップ（1994年）
- 日東あられ（1994年）
- 花王、アトリックス（1994年）
- ヤマハ、クラビノーバ（1994年）
- KDD、オーシャンコール（1995年）
- 福岡市教育委員会（1995年）
- ディズニーホームビデオ（1995年）
- タカラ、イラスト倶楽部ティサラ（1995年）
- ミツカン、ごましゃぶ(1995年)
- ECCジュニア（1996年 - 1997年） - 姉妹共演
- 花王、メリットシャンプー&リンス（1996年）
- ケンタッキー（1996年 - 1997年）
- 大阪ガス、ガスコンセント（1996年 - 1997年）
- ハウス食品、こくまろカレー（1996年 - 1997年）
- 講談社、なかよし（1996年 - 1997年）
- 大塚製薬、サラテクト（1996年）
- パックインソフト、牧場物語GB（1997年） - 姉妹共演
- 大塚製薬、HotPo（1998年）
- ビスコ、エラン（1999年） - 姉妹共演
- タチカワブラインド、シルキー（2000年）
- サントリー、南アルプスの天然水（2000年）
- 関西電力（2001年 - 2002年）
- JAバンク（2008年 - 2009年）
- 日本生命（2013年 - 2015年）
- アース製薬「吉田家の縁側」（2017年）
- ブルガリ（2017年）

### バラエティ
- あっぱれさんま大先生（1994年10月30日、12月25日、フジテレビ） - 「あっぱれ家族対抗歌合戦」に姉（前田愛）のチームで出演。
- TK MUSIC CLAMP（1996年1月18日、フジテレビ）
- 天才てれびくん（1996年4月 - 1998年3月、NHK） - てれび戦士
- 藤井流（1997年、TBS）
- 笑っていいとも!（1997年12月8日、フジテレビ） - 姉の前田愛と一緒に出演。
- お台場明石城（2004年、フジテレビ） - 明石家さんまと10年ぶりに共演。
- ナンバーワンTV（2005年、M-ON!） - 映画『リンダ リンダ リンダ』のメンバー4人で木曜レギュラーパーソナリティ。
- ナニコレ珍百景（2010年8月11日、テレビ朝日） 舞台「ロックンロール」の宣伝で出演
- バラエティー生活笑百科（2013年10月12日、NHK総合） - 連続テレビ小説「ごちそうさん」の宣伝も兼ねゲスト出演。
- 今夜くらべてみました（2015年2月3日、日本テレビ）

### その他のテレビ番組
- 第48回NHK紅白歌合戦（1997年、NHK） - 鈴木杏、三倉茉奈・佳奈、姉の前田愛と一緒に『WAになって踊ろう』を熱唱。
- ドラマのふるさとを訪ねて・福岡県黒木町（2009年12月8日、NHK九州沖縄 / 2010年2月11日、NHK総合） - 自らが主演する福岡発ドラマスペシャル「母さんへ」のドラマロケ地を訪ねる番組。
- にっぽん原風景紀行（BSジャパン） - 旅人
  - 「春の信州 つみ草の里〜長野県下伊那郡売木村」（2013年5月20日）
  - 「街道の交差点 大正ロマン薫る町〜岐阜県恵那市明智町」（2013年5月27日）
- 「スタジオパークからこんにちは」（2013年12月4日、NHK総合）
- イッピン（BSプレミアム） - リポーター
  - 「使うほどに艶（つや）が深まる器〜岩手・浄法寺塗〜」（2014年11月4日）
  - 「手紡ぎのぬくもり〜岩手のホームスパン〜」（2015年11月17日）
  - 「素朴にエレガントに！〜沖縄 久米島紬〜」（2017年12月26日）
  - 「食卓を華やかに！うるわしの器～和歌山 紀州漆器～」（2019年7月16日）
- 歴史秘話ヒストリア ふたりの時よ 永遠に 愛の詩集「智恵子抄」（2015年2月11日、NHK総合） - 長沼智恵子 役 [注 2]
- メイキング・オブ・「鬼平外伝　最終章　四度目の女房」（2016年12月4日、BSフジ）

### ラジオ番組
- FMシアター　ラジオドラマ（NHK-FM）
  - レインツリーの国（2007年6月9日） - ひとみ 役[22]
  - 葡萄の秘密（2010年12月18日） - ミチル 役[23]
  - メロディ・フェア（2011年10月8日） - 主演・小宮山結乃 役[24]
  - 八時五分の男（2013年9月7日） - 主演・響子 役[25]
- 岡田惠和 今宵、ロックバーで〜ドラマな人々の音楽談義〜　第340回（2021年4月25日、NHK-FM）[26]

### モデル
- RENOWN ENSUITE（1997年 - 1999年）

## 書籍

### 写真集
- 1311（1997年、ワニブックス） - 前田愛・亜季の姉妹写真集。
- 恋写「あき」（1998年、TIS） - 前田愛の写真集“恋写「あい」”と併せて姉妹共作。
- powder（2000年、ワニブックス）
- 前田亜季 in BATTLEROYALE（2000年、秋田書店） - 映画『バトル・ロワイアル』のメイキング写真集。
- days（2001年、秋田書店） - ヤングチャンピオン編集部が、13歳から15歳までを撮りためた写真集。
- 17（イチナナ）（2002年、秋田書店） - DVD付き写真集。
- 最終兵器彼女 前田亜季（2006年、ko'sパブリッシング） - 映画『最終兵器彼女』のメイキング写真集。